# Oosterstraat 67 (Warffum)

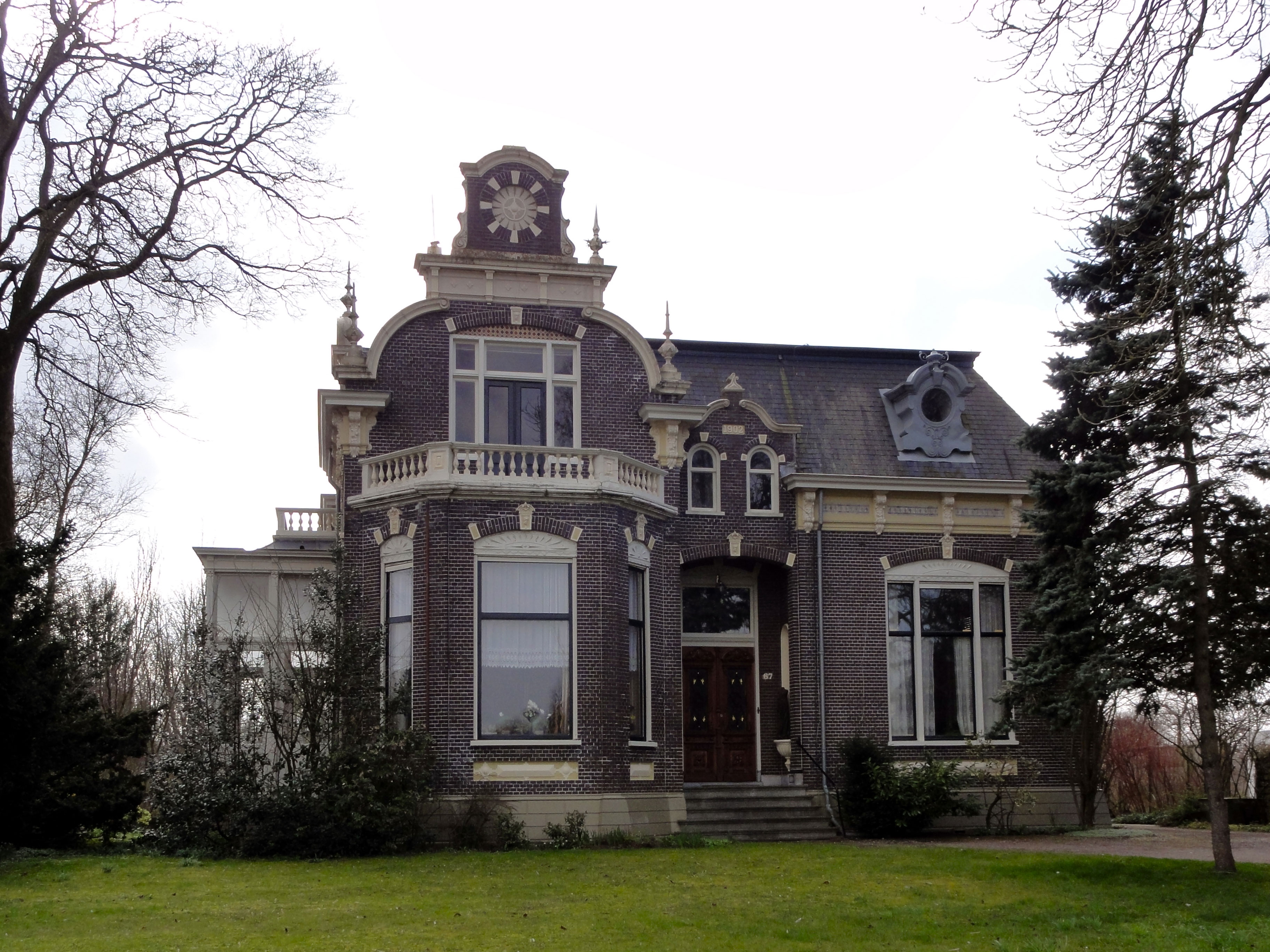
De in 1902 gebouwde rentenierswoning aan de Oosterstraat in Warffum anno 2011

De rentenierswoning aan de Oosterstraat 67 is een in 1902 in eclectische stijl gebouwd pand aan de Oosterstraat in het Groningse Warffum.

## Beschrijving

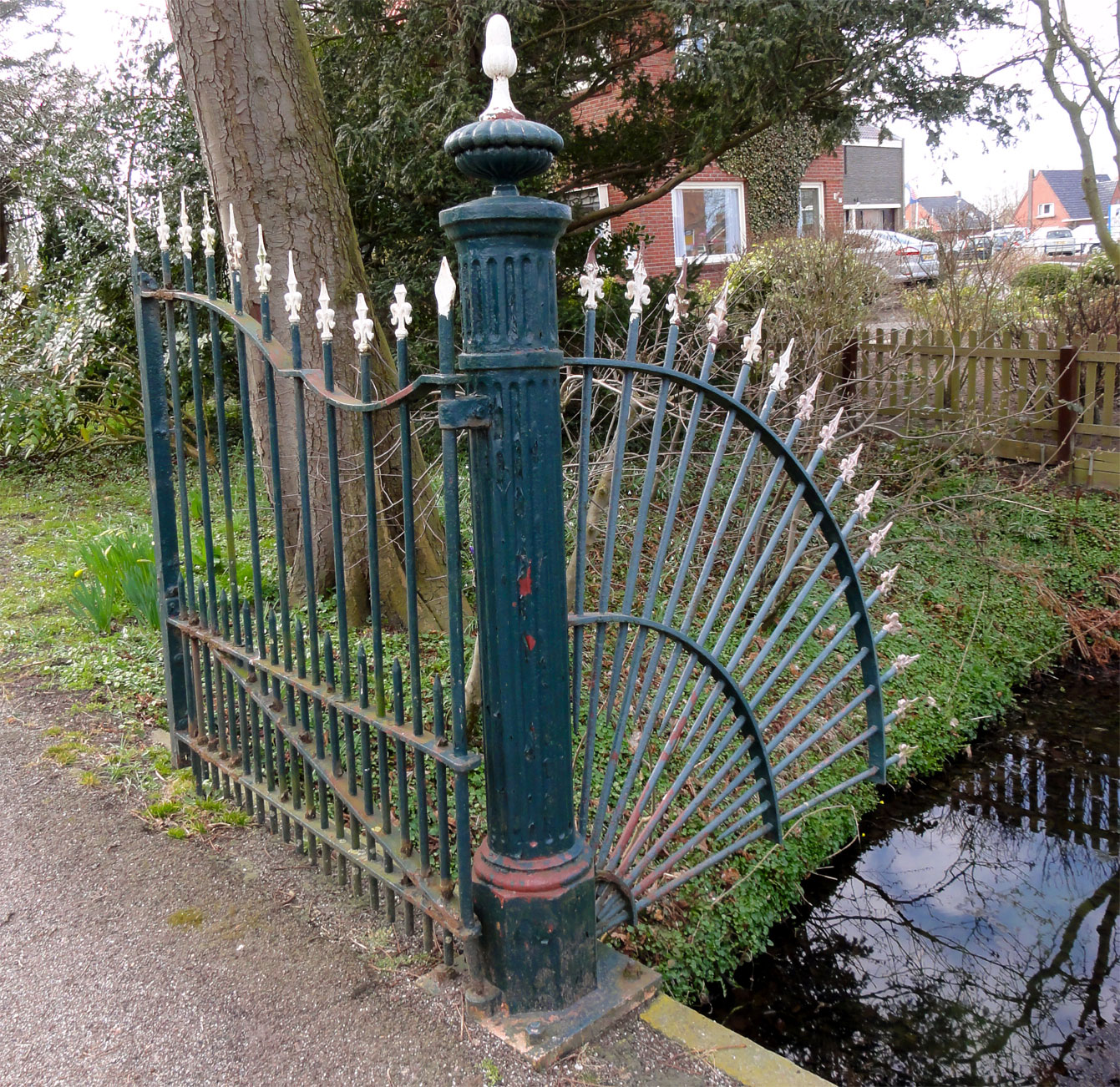
Het toegangshek (detail) van de rentenierswoning Oosterstraat 67 te Warffum

De woning is markant gelegen aan de Oosterstraat in Warffum en wordt gekenmerkt door de rijke eclectische ornamentiek. De gevels, van bruin gekleurd baksteen, zijn voorzien van vensters met een segmentboog en daaronder versierde, gepleisterde rechthoekige elementen. De ingang bevindt zich in een portiek met een natuurstenen toegangstrap en bordes aan de noordoostzijde van de woning. Boven dit portiek zijn twee rondboogvensters gemaakt, waartussen een ornament met het bouwjaar 1902 en bekroond met een gebroken fronton. Ook rechts daarvan bevindt zich een gebroken fronton met als sierelement een vaas, die de bekroning vormt van een dakkapel. Links van de ingang is een driezijdige erker met daarboven een balkon voorzien van een gepleisterde balustrade. Het geheel wordt bekroond met een hals waarbinnen een cirkelvormige versiering is aangebracht. Aan de zuidoostzijde van het pand is een houten serre gebouwd. Aan de zuidwestzijde bevindt zich een koetshuis.
Bij de oprit naar het huis staat een smeedijzeren toegangshek tussen gietijzeren pijlers. Het hek is vanwege zijn gaafheid, karakteristieke vormgeving en de relatie met de woning erkend als een afzonderlijk rijksmonument.
Het huis zelf is ook aangewezen als rijksmonument, onder meer vanwege zijn markante ligging, de gaafheid, de rijke ornamentiek en als voorbeeld van dit type woningen uit het begin van de 20e eeuw.